# كيفن كامبل (لاعب كرة قاعدة)
كيفن كامبل (بالإنجليزية: Kevin Campbell)‏ هو لاعب كرة قاعدة أمريكي، ولد في 6 ديسمبر 1964 في ديس أرك في الولايات المتحدة.

## وصلات خارجية
- كيفن كامبل على موقعبيزبول رفرنس.كوم (الدوري الرئيسي) (الإنجليزية)
- كيفن كامبل على موقعبيزبول رفرنس.كوم (الدوري الثانوي) (الإنجليزية)
- كيفن كامبل على موقع مشجعي الرسوم البيانية (الإنجليزية)